# Natsumi
Natsumi (jap. なつみ, ナツミ) – żeńskie imię japońskie, używane jest też jako nazwisko.

## Możliwa pisownia
Natsumi można zapisać, używając wielu różnych znaków kanji i może znaczyć m.in.:
jako imię
- 夏美, „piękne lato”[1]
- 夏実, „lato, owoc”
- 夏海, „lato, morze”
- 夏生, „lato, życie”
- 奈津美
- 奈津実

jako nazwisko
- 夏見, „lato, spojrzenie”

## Znane osoby
o imieniu Natsumi
- Natsumi Abe (なつみ), japońska piosenkarka i aktorka
- Natsumi Andō (なつみ), japońska mangaka
- Natsumi Hoshi (津美), japońska pływaczka
- Natsumi Itsuki (なつみ), japońska mangaka
- Natsumi Kawahara (なつみ), japońska mangaka
- Natsumi Matsubara (夏海), japońska piosenkarka
- Natsumi Mukai (夏生), japońska mangaka
- Natsumi Yanase (なつみ, born 1971), japońska seiyū

o nazwisku Natsumi
- Madoka Natsumi (夏見), japońska biegaczka narciarska

## Fikcyjne postacie
- Natsumi Asō (夏海), bohaterka mangi i anime Sketchbook
- Natsumi Hinata (夏美), bohaterka mangi i anime Keroro Gunsō
- Natsumi Murakami (夏美), bohaterka anime Mahō Sensei Negima!
- Natsumi Onitsuka (夏美), bohaterka anime Love Live! Superstar!!(inne języki)
- Natsumi Raimon (Nelly Raimon) (夏未), bohaterka mangi i anime Inazuma 11
- Natsumi Shinohara (菜摘) / Żółty Racer, bohaterka serialu tokusatsu Gekisō Sentai Carranger
- Natsumi Tsujimoto (夏実), główna bohaterka serii You're Under Arrest
- Natsumi Yamaguchi (夏美), bohaterka mangi i anime Video Girl Ai